# Natasha Anasi
Natasha Moraa Anasi-Erlingsson (* 2. Oktober 1991 in Irving, Texas) ist eine US-amerikanisch-isländische Fußballspielerin. Von 2014 bis 2016 stand sie beim isländischen Erstligisten ÍBV Vestmannaeyja unter Vertrag. Von 2017 bis 2021 spielte sie für Keflavík ÍF und 2022 für Breiðablik Kópavogur. 2023 wechselt sie zu SK Brann Kvinner. Aktuell spielt sie für Valur Reykjavík.

## Karriere

### Verein
Anasi begann mit dem Fußballspielen an der Martin High School in Arlington (Texas). Während ihres Studiums an der Duke University spielte sie für die Duke Blue Devils. Im Januar 2014 wurde sie beim College-Draft der National Women’s Soccer League in der zweiten Runde an Position dreizehn von der Franchise der Boston Breakers unter Vertrag genommen, jedoch bereits vor Saisonbeginn wieder freigestellt. Kurz darauf zog sie nach Island und spielte drei Jahre für ÍBV Vestmannaeyja in der Pepsideild kvenna, wo sie 2016 die maximal mögliche Anzahl von 18 Saisonspielen bestritt. Zur Saison 2017 wechselte sie zum Zweitligisten Keflavík ÍF, hatte dort aber zunächst nur drei Einsätze. In der Saison 2018 kam sie in allen 18 Spielen zum Einsatz und half mit, dass Keflavík als Vizemeister zurück in die erste Liga kam. Mit sechs Saisontoren konnte sie nicht verhindern, dass die Mannschaft als Vorletzter wieder abstieg. 2020 war sie mit 14 Toren zweitbeste Zweitligatorschützin, womit sie dem Verein zur Vizemeisterschaft verhalf, so dass er 2021 wieder erstklassig spielen konnte. Als Achter wurde der Abstieg verhindert, Anasi wechselte aber zur Saison zu Breiðablik Kópavogur. Als Vizemeister 2021 hatte Breiðablik die Chance, sich über den Platzierungsweg für die UEFA Women’s Champions League 2022/23 zu qualifizieren, konnte sich dafür aber im Halbfinale nicht gegen Rosenborg Trondheim durchsetzen. Bei der 2:4-Niederlage erzielte sie ihr erstes Tor auf europäischer Vereinsebene.
Im Oktober 2022 erhielt sie einen Vertrag bei SK Brann Kvinner. Im Januar 2023 zog sie sich im Training einen Achillessehnenriss zu. Erst im November konnte sie wieder eingesetzt werden. Sie kam dann auch in der Gruppenphase der UEFA Women’s Champions League 2023/24 zu fünf Einsätzen und erzielte im ersten Gruppenspiel gegen SKN St. Pölten den 2:1-Siegtreffer. Als Gruppenzweite erreichten sie das Viertelfinale, wo sie bei den beiden Niederlagen gegen Titelverteidiger FC Barcelona aber nur auf der Bank saß.

### Nationalmannschaft
Anasi kam 2012 in der US-amerikanischen U23-Mannschaft zum Einsatz. 2019 erhielt sie die isländische Staatsbürgerschaft. Im März 2020 kam sie beim Pinatar Cup zu zwei Einsätzen in der isländischen Fußballnationalmannschaft der Frauen. Bei den Spielen gegen Nordirland und Schottland wurde sie je einmal ein- und ausgewechselt. In den ersten vier Spielen der Qualifikation für die WM 2023 hatte sie einen Kurzeinsatz. Beim SheBelieves Cup 2022 erzielte sie beim 2:1-Sieg gegen Tschechien ihr erstes Länderspieltor. Für die wegen der COVID-19-Pandemie um ein Jahr verschobene EM-Endrunde wurde sie nicht nominiert.
Im Februar 2024 wurde sie für die verletzte Örnu Sif Ásgrímsdóttur für die Play-off-Spiele der UEFA Women’s Nations League 2023/24 gegen Serbien nachnominiert, aber nicht eingesetzt.
In der für die Isländerinnen erfolgreich verlaufenen Qualifikation für die EM 2025 wurde nur beim 3:0-Sieg gegen Deutschland eingesetzt. Am 13. Juni 2025 wurde sie für die EM-Endrunde 2025 nominiert. Sie kam aber bei den drei Niederlagen ihrer Mannschaft nicht zum Einsatz, nach denen die Isländerinnen ausschieden.

## Erfolge
- Isländische Superpokalsiegerin 2025
- Isländische Pokalsiegerin 2024

## Privatleben
Sie ist mit dem Basketballtrainer Rúnar Ingi Erlingsson verheiratet.